# Wojskowe Gospodarstwo Rolne w Kwaszeninie
Wojskowe Gospodarstwo Rolne w Kwaszeninie, na terenie działania 4 Bieszczadzkiego Pułku Zmotoryzowanego (JW 2667), utworzone decyzją Ministra Spraw Wewnętrznych gen. dyw. Czesława Kiszczaka. Istniało w latach 1983–1993.

## Historia
Na podstawie zarządzenia nr 85 prezesa Rady Ministrów z listopada 1972 oraz zarządzenia ministra spraw wewnętrznych nr 19/org. z 8 lutego 1973 sformowano JW 2667 (4 Bieszczadzki Pułk Zmotoryzowany NJW MSW), w Kwaszeninie. Była to jednostka o charakterze rolniczo-produkcyjnym. Jej głównym zadaniem była obsługa kwatermistrzowska ośrodka wypoczynkowego URM w Arłamowie, oraz rolnicze zagospodarowanie wyludnionych po II wojnie wschodnich, polskich terenów Bieszczadów.
1 marca 1983, na bazie części terenów rolnych przejętych od Kombinatu Rolniczo-Przemysłowego Igloopol, utworzono w Kwaszeninie wojskowe gospodarstwo rolne. Powierzchnia gospodarstwa wynosiła ok. 4025 ha, w tym 3620 ha w powiecie krośnieńskim i 400 ha w powiecie przemyskim. Grunty rolne stanowiły 334 ha, a użytki zielone 2353 ha. W skład gospodarstwa weszły też lasy i nieużytki o powierzchni 1333 ha. Został przejęty również inwentarz żywy w ilości 1591 szt. bydła. Działalność WGR koordynował z ramienia MSW gen. dyw. Edward Tarała. Szefami gospodarstwa byli kolejni dowódcy JW 2667. Głównym założeniem gospodarstwa było wykorzystanie posiadanych zasobów do produkcji żywca, przy użyciu własnej bazy paszowej. Wymagało to powiększenia przejętego areału dla celów rolniczych. W latach 1984–1988, siłami WOP i NJW zrekultywowano dodatkowo ponad 1000 ha lasów i nieużytków rolnych. Wykonano meliorację na powierzchni 1383 ha, wybudowano 3 mosty, 6 km nowych dróg i oczyszczono 30 km cieków wodnych. Część gruntów ornych została ogrodzona by ograniczyć szkody wyrządzane przez zwierzynę leśną. Na poszczególnych obiektach hodowlanych obsługę zabezpieczały kompanie liczące od 50 do 300 żołnierzy z JW 2667. Prace agrotechniczne wykonywał 103 Pułk Lotniczy NJW MSW za pomocą przystosowanych do oprysków i nawożenia śmigłowców.
Stopniowo zwiększano stan inwentarza i rozszerzano hodowlę. W 1989 stan bydła opasowego wynosił już ok. 4200 sztuk w oborach na obiektach Kwaszenina, Trzcianiec, Grąziowa. Stan owiec wynosił ok. 1956 szt. które hodowano na obiektach w Trójcy i Łomnej. Trzoda chlewna, stan ok. 758 sztuk, w hodowlach na obiektach Trzcianiec i przez dwa lata w Nowosielcach Kozickich. Od 1989 na obiekcie w Trzciańcu także prowadzono hodowlę krów mlecznych, stado liczyło ok. 182 sztuk.
W ramach wykorzystania drewna z rekultywacji terenów, uruchomiono produkcję węgla drzewnego. W latach 1986–1988 wyprodukowano go 187 ton. Do Zakładów Drzewnych w Ustianowej sprzedano ok. 10 170 m³ drewna do wyrobu płyt wiórowych.
Na terenie działalności WGR JW 2667 znajdowało się 14 obór dla bydła, 6 chlewni i 6 owczarni. Gospodarstwo posiadało 6 kombajnów zbożowych, 30 sieczkarni do zbioru zielonki na pasze, 70 szt. ciągników rolniczych różnych typów, od małych jak Ursus C-330, do dużych przegubowych typu T 150 K, błędnie nazywany Kirowcem, oraz ok. 150 szt. różnego rodzaju sprzętu rolniczego.
Wybudowano bazę magazynowo-produkcyjną:
- 2 suszarnie bębnowe,
- magazyny suszu i koncentratów,
- mieszalnię pasz,
- 8 silosów zbożowych o pojemności 1200 ton,
- warsztaty mechaniczne, parki maszynowe i garaże.

Działalność Wojskowe Gospodarstwo Rolne zakończyło w 1993.

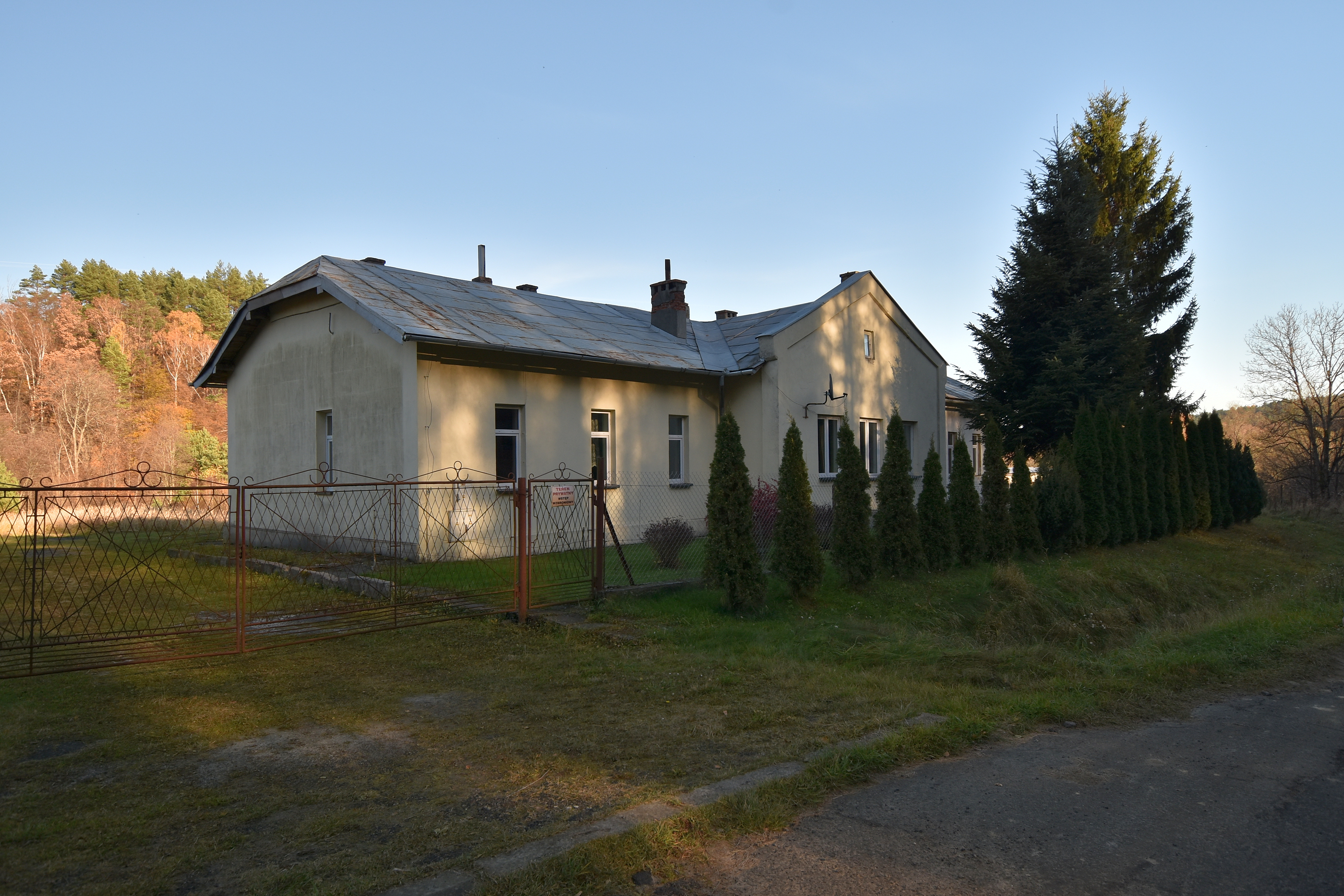
Kwaszenina. Były budynek sztabu.
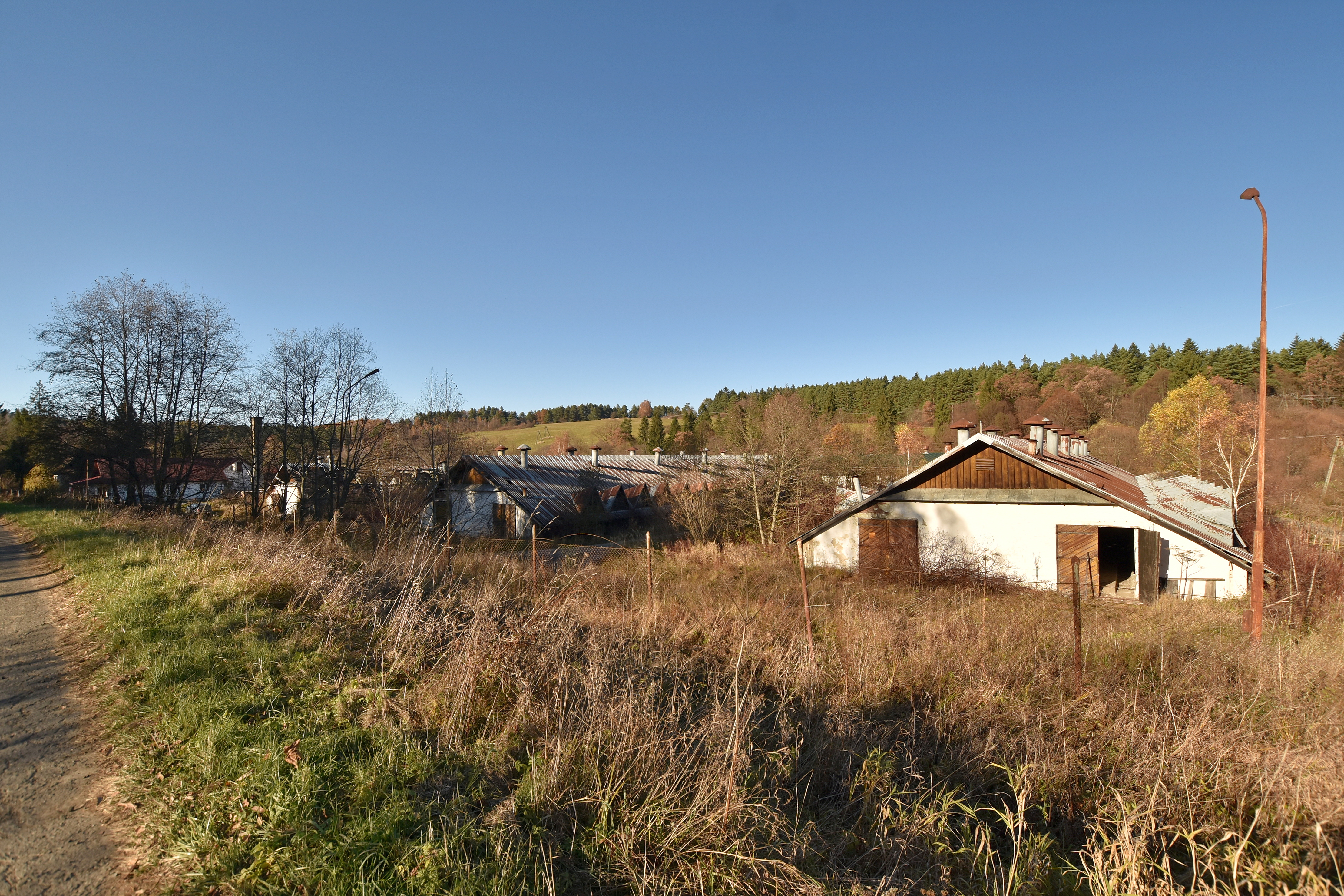
Kwaszenina. Obory
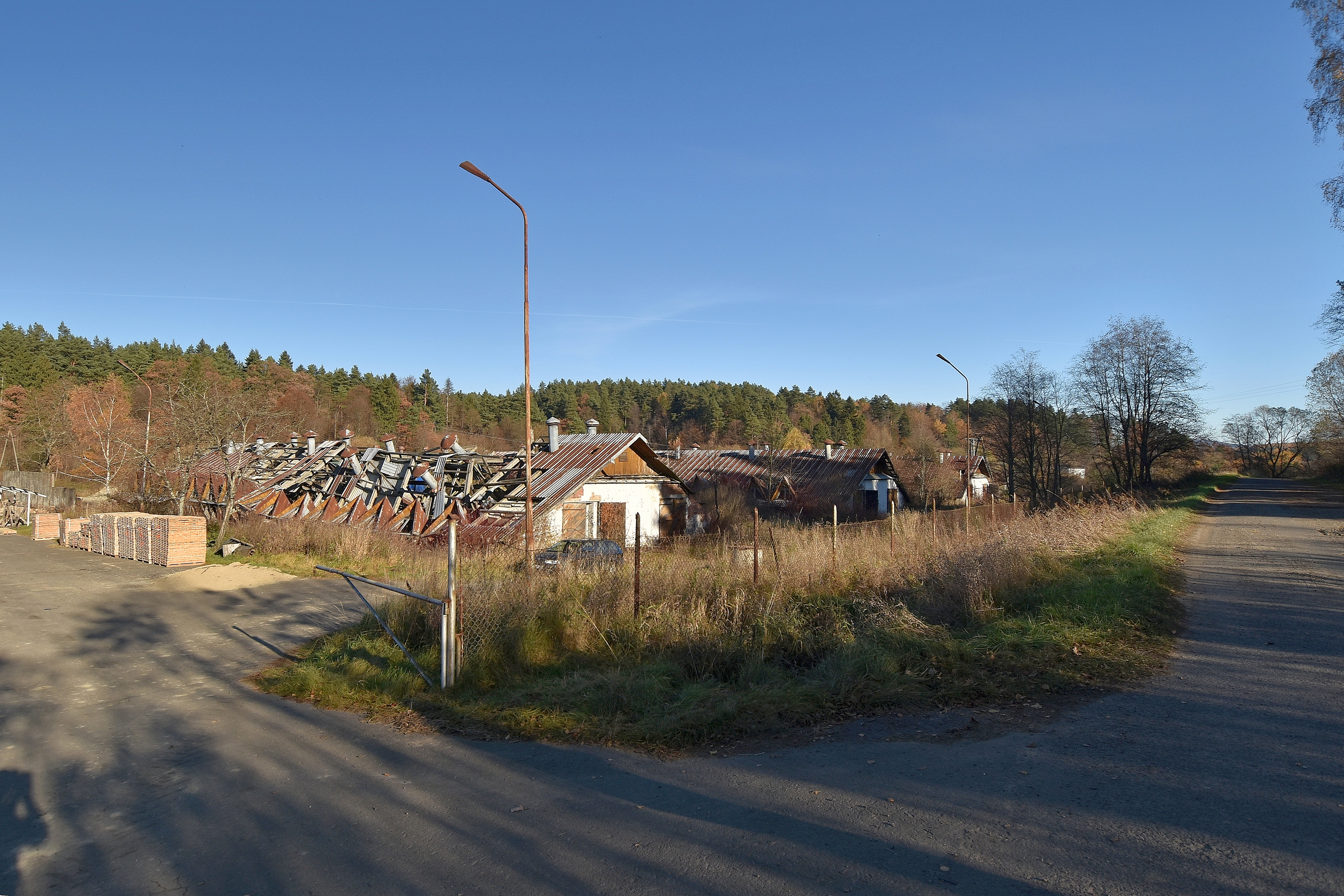
Kwaszenina. Byłe budynki gospodarcze. (2021)
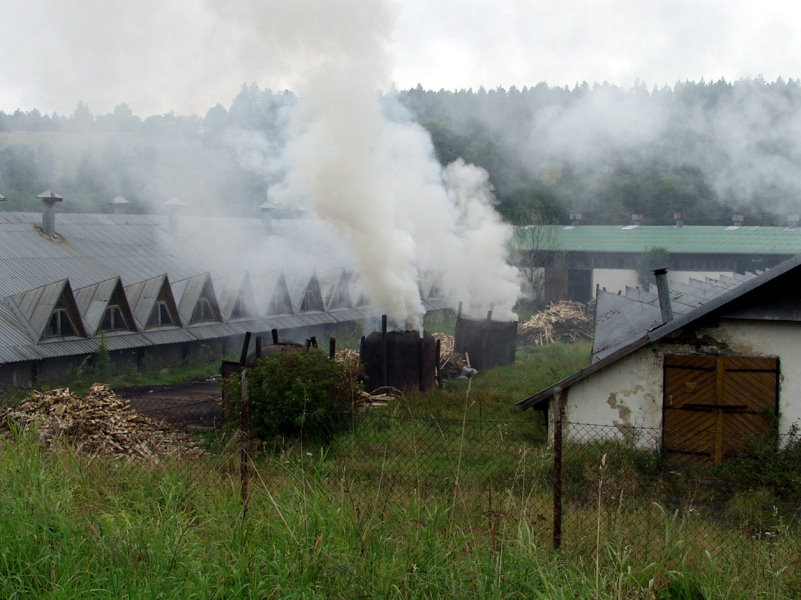
Wypalanie węgla drzewnego.

### W okresie 1983–1993 sprzedano z gospodarstwa
- ok. 5470 ton żywca wieprzowego, wołowego i baraniego,
- ok. 35 ton wełny owczej,
- ok. 5 ton sera owczego,
- ok. 1 260 000 litrów mleka[2].

### Dowódcy gospodarstwa[5]
- ppłk Jan Wychowski (1.03.1983 – 11.03.1983)
- ppłk mgr inż. Eugeniusz Szczodry (1983 – 1984)
- ppłk dypl. Jan Spanier (1985 – 1989)
- płk mgr Tadeusz Wnęk (1990 – 1992)
- mjr mgr inż. Marceli Kuca (1992 – 05.1993)
- ppłk dypl. Jan Budnik (06.1993 – 28.06.1994)